# Ечаррі
Ечаррі (ісп. Echarri (офіційна назва), баск. Etxarri) — муніципалітет в Іспанії, у складі автономної спільноти Наварра. Населення — 67 осіб (2009).
Муніципалітет розташований на відстані близько 310 км на північний схід від Мадрида, 15 км на захід від Памплони.

## Демографія
Динаміка населення (INE ):

## Галерея зображень

Розташування муніципалітету